# Potamogeton schweinfurthii
Potamogeton schweinfurthii é uma espécie de planta com flor pertencente à família Potamogetonaceae. 
A autoridade científica da espécie é A.Benn., tendo sido publicada em Flora of Tropical Africa 8: 220. 1901.

## Portugal
Trata-se de uma espécie presente no território português, nomeadamente no Arquipélago dos Açores.
Em termos de naturalidade é nativa da região atrás indicada.

## Protecção
Não se encontra protegida por legislação portuguesa ou da Comunidade Europeia.